# L'histoire du monde est le tribunal du monde
 (mai 2022).
« L'histoire du monde est le tribunal du monde » (en allemand : Die Weltgeschichte ist das Weltgericht) est un aphorisme philosophique de Friedrich von Schiller, popularisé par Georg Wilhelm Friedrich Hegel.

## Histoire

### Formulation par Schiller
Friedrich von Schiller publie en 1786 un poème appelé « Résignation ». Il y applique l'eschatologie chrétienne à la question de l'histoire, racontant la vie d'un jeune homme qui a vécu une vie de privation en espérant atteindre l'au-delà. Il conclut son poème en écrivant : 

« Deux fleurs s’épanouissent pour le chercheur qui sait comprendre :
Elles ont nom : espérance et jouissance.
Quiconque a cueilli l’une de ces fleurs,
Qu’il ne convoite point sa sœur !
Que jouisse celui qui ne peut croire. La leçon
Est vieille comme le monde. Que celui qui peut croire, s’abstienne.
L’histoire du monde est le tribunal du monde »

Ainsi, pour l'auteur, le tribunal du monde n'est pas un tribunal de l'éternité, qui serait situé à la fin du temps, mais un tribunal qui s'exerce hic et nunc dans l'histoire.

### Reprise par Hegel
Dans son cours d'Heidelberg, daté de l'année scolaire 1817-1818, Hegel soutient que « les mots de Schiller, l'histoire du monde est un tribunal du monde, sont la chose la plus profonde qu'on puisse dire [sur l'histoire] ». Hegel porte dans ce cours une vision de l'histoire comme celle d'une « tragédie divine ». Il écrit 

« L’histoire mondiale est cette tragédie divine, dans laquelle l’esprit s’élève au-dessus de la pitié, de la vie éthique, et de tout ce qui, partout ailleurs, a pour lui une valeur sacrée, dans laquelle l’esprit s’accomplit lui-même. C’est avec tristesse qu’on peut considérer le déclin des grands peuples, les ruines de Palmyre et de Persépolis, où, comme en Égypte, tout est réduit à l’état de mort. Mais ce qui a sombré, a sombré et devait sombrer »

Il reprend la formule dans ses Principes de la philosophie du droit, qu'il publie en 1820. Il commence la section consacrée à l'histoire du monde en rappelant ce vers de Schiller. Il considère que l'histoire universelle, comme dialectique, permet la production de l'Esprit universel, c'est-à-dire « l'Esprit illimité qui exerce son droit [...] sur ces esprits finis dans l'histoire mondiale, qui est aussi le tribunal du monde ».

## Postérité

### L'interprétation théologique
L'idée d'histoire comme tribunal du monde a souvent été analysée comme tirant son origine de la tradition judéo-chrétienne du jugement dernier. C'est ainsi que Karl Löwith, dans plusieurs de ses écrits, rapproche la thèse hégélienne du jugement dernier.
August Cieszkowski, étudiant d'Hegel, adopte lui-même interprétation théologique de la citation, et de ce qu'en dit Hegel. Il considère que « tout comme l'histoire universelle est le tribunal du monde, Dieu, pour sa part, est le juge de l'histoire universelle ». 
Ce sera aussi le cas de Karl Liebknecht, qui, dans un discours au Reichstag, s'exclame le 10 mars 1910 : « Messieurs ! vous le savez, la parole est vraie qui dit que l’histoire du monde est le tribunal du monde, et vous aurez à comparaître et à vous expliquer devant ce tribunal du monde ; et ce seront les trompettes du jugement dernier - les trompettes du jugement dernier, les trompettes du jugement des peuples, Messieurs, sonneront terriblement à vos oreilles, le jour de la vengeance et de la revanche viendra, dies irae, dies illa ».

### La transformation marxiste
Karl Marx, ayant lu Hegel, reprend la citation d'Hegel pour l'adapter à la pensée marxiste. Lors d'un discours à Londres le 14 avril 1856, il affirme qu'« aujourd’hui la croix rouge mystérieuse marque toutes les maisons d’Europe. L’histoire elle-même rend la justice et le prolétariat exécute la sentence ».